# Louis Ozawa Changchien
Louis Ozawa Changchien (Queens, 11 ottobre 1975) è un attore statunitense.

## Biografia
Nato nel Queens, New York, da madre giapponese, disegnatrice di gioielli e da padre taiwanese, ha vissuto sia negli Stati Uniti d'America che in Giappone. Ha conseguito un master in recitazione alla Brown University.
Changchien fece la sua prima apparizione nel film del 1999 On the Q.T. nel ruolo di Kenneth. Da allora, ha recitato in numerosi film popolari, tra cui Robot Stories, Fair Game - Caccia alla spia, Predators e The Bourne Legacy. Inoltre, ha fatto apparizioni come ospite in serie televisive quali Law & Order - I due volti della giustizia, 3 libbre, Heroes and Villains, Fuori dal ring e Blue Bloods.

## Filmografia parziale

### Cinema
- Gigantic, regia di Matt Aselton (2008)
- Fair Game - Caccia alla spia (Fair Game), regia di Doug Liman (2010)
- Predators, regia di Nimród Antal (2010)
- The Bourne Legacy, regia di Tony Gilroy (2012)
- Spectral, regia di Nic Mathieu (2016)
- Coming Home Again, regia di Wayne Wang (2019)

### Televisione
- Law & Order - I due volti della giustizia (Law & Order) – serie TV, episodio 17x09 (2006)
- 3 libbre (3 lbs) – serie TV, episodio 1x04 (2006)
- Blue Bloods – serie TV, episodio 3x05 (2012)
- Agents of S.H.I.E.L.D. – serie TV, episodio 1x05 (2013)
- True Blood – serie TV, episodi 7x03-7x05 (2014)
- Matador – serie TV, 12 episodi (2014)
- L'uomo nell'alto castello (The Man in the High Castle) – serie TV, 5 episodi (2015-2016)
- Supergirl - serie TV, 2 episodi (2015)
- The Mysteries of Laura – serie TV, episodi 2x15-2x16 (2016)
- MacGyver – serie TV, episodio 2x09 (2017)
- Bosch – serie TV, 6 episodi (2018)
- Kidding - Il fantastico mondo di Mr. Pickles (Kidding) – serie TV, episodi 1x07-1x09-1x10 (2018)
- Magnum P.I. - serie TV, episodio 1x09 (2018)
- The Good Wife - serie TV, episodio 3x12 (2019)
- Grey's Anatomy – serie TV, episodi 17x01-17x02 (2020)
- Hunters – serie TV, 18 episodi (2020-2023)
- Pachinko - La moglie coreana (Pachinko) – serie TV (2022)
- Jack Ryan - serie TV, 6 episodi (2023-in corso)

### Doppiatore
- Gremlins – serie animata, episodio 2x05 (2024)
- Predator: Killer dei Killer (Predator: Killer of Killers), regia di Dan Trachtenberg e Joshua Wassung (2025)

## Doppiatori italiani
Nelle versioni in italiano delle opere in cui ha recitato, Louis Ozawa è stato doppiato da:
- Gianfranco Miranda in Predators, Hunters, Jack Ryan
- Stefano Brusa in Blue Bloods
- Mirko Mazzanti in Spectral
- Roberto Gammino in Elementary
- Stefano Starna ne L'uomo nell'alto castello
- Alessio Nissolino in Supergirl
- Sergio Lucchetti in Blindspot
- Riccardo Scarafoni in Magnum P.I.
- Gabriele Tacchi in The Good Wife
- Emiliano Coltorti in Grey's Anatomy
- Daniele Giuliani in Bosch
- Stefano Alessandroni in Another Life